# Площадь Островского (Санкт-Петербург)
Пло́щадь Остро́вского — площадь в Центральном районе Санкт-Петербурга в историческом центре города. Здесь сходятся Невский проспект, улица Зодчего Росси, Малая Садовая улица, переулок Крылова.
Площадь представляет собой архитектурный ансамбль, возникший по проекту архитекторов К. И. Росси и А. А. Модюи в XIX веке. На площади находятся памятники истории и культуры федерального значения: Александринский театр, Российская национальная библиотека, Аничков дворец, памятник Екатерине ΙΙ, здания Министерства народного просвещения и Дирекции императорских театров по улице Зодчего Росси, здание Санкт-Петербургского городского кредитного общества. Несмотря на то, что К. И. Росси не удалось воплотить весь замысел, ансамбль площади Островского остаётся одним из высших достижений русского градостроительного искусства. В составе исторической застройки центра Санкт-Петербурга площадь включена в список Всемирного наследия.

## История названия
На плане 1829 года площадь обозначена как Аничковская площадь, по названию Аничкова дворца, которому в то время принадлежала эта территория. 13 (25) августа 1832 года присвоено название Александринская площадь, по имени расположившегося на ней Александринского театра. На протяжении 1851—1858 годов наряду с официальным в ходу было также название Театральная площадь, а на плане 1899 года появляется топоним, включающий оба указателя: площадь Александринского Театра. Справочник по акционерным и паевым обществам за 1915 год фиксирует ошибочное название Александровская площадь.
6 октября 1923 года площадь переименована в площадь Писателя Островского в честь русского драматурга А. Н. Островского. Хотя он не жил в Санкт-Петербурге, но был тесно связан с культурной жизнью города. С 1859 года почти все пьесы Островский печатал в «Современнике» и «Отечественных записках», а на сцене Александринского театра ставились многие пьесы драматурга. Название просуществовало до 1929 года. Параллельно в 1925 году появляется название площадь Островского.
Объекты на площади петербуржцы, несмотря на многочисленные их официальные названия, именуют: библиотеку — «Публичка», театр — «Александринка», квадригу Аполлона на театре — «Кучер с Александринки», сад на площади — «Катькин садик». Очень много прозвищ у памятника Екатерине, самые приличные из них «Катька» и «Печатка».

## История

### Предыстория площади

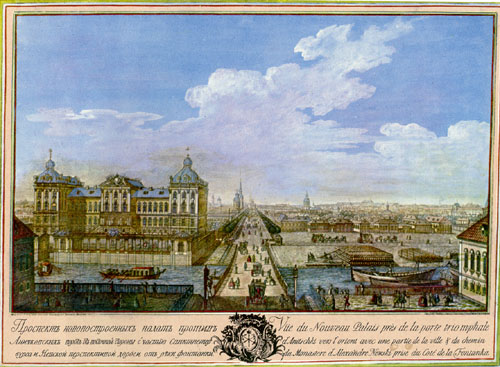
Вид Невского проспекта в сторону Адмиралтейства. 1753 год. Гравюра Я. Васильева по рисунку М. И. Махаева, раскрашенная акварелью

В XVIII веке происходил процесс сосредоточения важнейших по своему значению и по масштабам архитектурных сооружений на берегах Невы и в ближайших к Неве кварталах. Будущая площадь Островского была городской окраиной. Доминирующими строениями между Невским проспектом, Садовой улицей и набережной реки Фонтанки были Аничков и Воронцовский дворцы. Первый из них принадлежал графу А. Г. Разумовскому. На месте нынешней площади находился дворцовый сад, расположенный до Большой Садовой улицы и Чернышова моста. В нём, вдоль Невского проспекта, находился пруд, а напротив Малой Садовой улицы был фонтан. На месте нынешней Российской национальной библиотеки были устроены питомник и оранжереи, вдоль Садовой улицы располагались дома садовников и дворцовых слуг, а напротив Гостиного двора стоял дом управляющего графа Разумовского. На месте теперешнего Александринского театра находился деревянный Итальянский павильон с картинной галереей.
Императрица Екатерина II подарила Аничков дворец своему фавориту Г. А. Потёмкину. Во дворце находилась библиотека Потёмкина. В Итальянском павильоне обычно проводились праздники и выставлялись редкие «произведения искусства». В 1795 году в павильоне разместили привезённую из Польши библиотеку братьев Залуских, ставшую впоследствии основой будущей Императорской Публичной библиотеки.
Вот как описывает будущее место площади И. Г. Георги в 1794 году:

«§ 167. Аничковский дворец по Невской перспективе и Фонтанке. ИМПЕРАТРИЦА ЕЛИЗАВЕТА ПЕТРОВНА построила оный в 1744 году по плану Графа Растрелли для Графа Разумовского, после того куплен он от казны для Князя Потёмкина Таврического, который продал его богатому купцу Никите Шемякину. Этот дом велик и стоит на открытом месте, в 3 этажа, и имеет фасад простой. На улицу есть на сводах висячий сад, равный ширине дворца. Дворцовый сад в виде косого четырёхугольника простирается до Садовой улицы… Ныне же стоит без всякого употребления. Дворец оставлен без присмотру и год от года теряет свой вид».

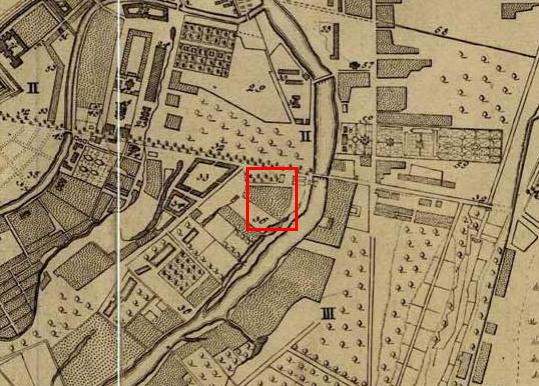
Фрагмент «Плана Императорского столичного города Санкт-Петербурга, сочиненого в 1737 году»

В 1799 году западная часть сада Аничкова дворца передана в ведение Театральной дирекции. Санкт-петербургский генерал-губернатор П. В. Голенищев-Кутузов заключил контракт с антрепренёром Антоном Казасси о перестройке Итальянского павильона в театр. К 1801 году архитектором В. Бренной работы завершились. В историю он вошёл как Театр Казасси, а затем Малый театр, именуемый иногда Французским театром. В 1796—1801 годах по проекту архитектора Е. Т. Соколова на углу Невского проспекта и Садовой улицы было построено здание Публичной библиотеки. В результате территория сада Аничкова дворца значительно сократилась и на западе ограничилась линией ныне существующего сада. В начале XIX века по этой границе возник ряд небольших деревянных и каменных домов, принадлежащих артистам и частным владельцам.

### Возникновение и развитие площади
К 1810-м годам здание Малого театра стало тесно для публики, и его внешний вид не соответствовал парадному облику главной городской магистрали. В 1816 году к проектированию привлекли архитекторов А. К. Модюи и К. И. Росси, состоявших на службе в Комитета строений и гидравлических работ. Оба зодчих представили свои варианты реконструкции театрального здания вместе с полной перепланировкой всей окружающей территории от Аничкова дворца до Садовой улицы.
Весной 1816 года Росси получает от А. Бетанкура предложение реконструировать усадьбу Аничкова дворца. В рамках реализации проекта реконструкции усадьбы, Росси разработал около двадцати вариантов генерального плана преобразования местности вокруг будущего театра. Однако Александр I утвердил проект Модюи .
Модюи перепланировал всю усадьбу, значительно уменьшив размеры дворцового сада. Преобразование усадьбы зодчий рассматривал во взаимосвязи с застройкой главной магистрали города — Невского проспекта. По его проекту, Театральная площадь, площадь у Чернышова моста, сеть новых улиц, связанных между собой и с другими магистралями центра, застраиваются как единый архитектурный ансамбль. Дальнейшее проектирование было передано К. Росси. В центре доминирует здание Александринского театра. В результате реализации проекта возникает крупнейший общественный и культурный центр, в который входят театр, публичная библиотека, здания министерств и целая система улиц.
Строительство началось в 1816—1818 годах с постройки двух симметричных павильонов с фигурами русских витязей, выполненных С. С. Пименовым, и сооружения ограды, отделившей оставшуюся часть сада у Аничкова дворца. Таким образом, была обозначена восточная граница новой площади, а также подчёркнуто значение дворца в ансамбле. В 1828—1832 годах Росси искусно пристроил к зданию Публичной библиотеки, построенному ранее Е. Т. Соколовым вдоль Садовой улицы, огромный (протяжённостью 90 метров) новый корпус, создав гармонически целое сооружение. В это же время в глубине площади строится здание Александринского театра. Здание театра являлось одним из лучших для своего времени по планировке, оборудованию сцены и мастерству внешней и внутренней отделки. На открытии театра 31 августа (12 сентября) 1832 года была сыграна патриотическая пьеса М. В. Крюковского «Пожарский, или Освобождённая Москва». Позади здания театра, на одной с ним оси, в 1828—1834 годах по проекту Росси построена улица, оформленная двумя торжественными зданиями. По гармоничности и законченности пропорций (длина улицы — 220 м, ширина и высота зданий — 22 м), торжественности строя колоннад и красоте перспектив эта улица не имеет равных. Из-за разногласий с заказчиком (отказ сделать главным звеном ансамбля Аничков дворец) Росси был отстранён от работы над ансамблем. Ансамбль не был завершён. Великий зодчий умер в полном забвении в 1849 году.

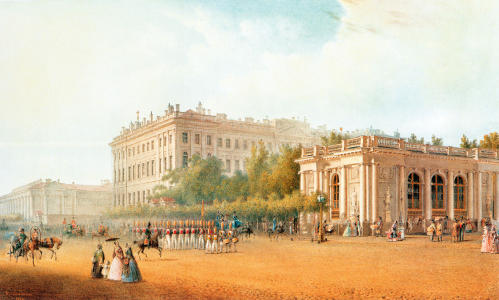
В. С. Садовников.
Вид Аничкова дворца (1862 год)

Летом 1832 года на площади перед театром садовым мастером Яковом Фёдоровым был разбит сад. Он представлял собой центральный луг, окружённый дорожкой извилистых очертаний с четырьмя выходами на площадь. Сад огорожен чугунной решёткой с четырьмя двухстворчатыми воротами и 30 фонарями, вокруг устроен тротуар.
В 1830-х — начале 1840-х годов с восточной стороны площади, к югу от сада Аничкова дворца, находился двор купца Маркела Езелева. На его месте вскоре по проекту архитектора Адриана Розена было построено здание деревянного конного цирка, открытие которого состоялось 10 октября 1846 года. В 1850-е он был перестроен по проекту архитектора В. П. Львова. Цирк просуществовал до 1867 года, а через три года на его месте открылся один из первых в России театров оперетты — «театр Буфф». В 1860-е годы на площади стоял немецкий трактир Зееста, пользовавшийся популярностью у артистов. 
В начале 1860-х годов возникла идея к 100-летию восшествия на престол Екатерины II установить в городе памятник. Один из вариантов памятника, выполненный в масштабе 1/16 от натуральной величины, находится в павильоне «Грот» в Царском Селе. В центре сквера на Александрийской площади памятник императрице Екатерине ΙΙ был открыт в 1873 году. Его автор — художник М. О. Микешин. Гранит разных пород для пьедестала памятника привезли водным путём с Карельского перешейка к набережной Невы у Летнего сада, а оттуда — по специальной переносной железной дороге, изготовленной на заводе Сан-Галли, доставили на место. Расход на сооружение монумента составил 316 000 рублей, а вместе с изготовлением памятных медалей, организацией церемониала открытия и переустройством сквера — 456 896 рублей. Памятник сооружали более 10 лет — с 1862 по 1873 год. Его освящение прошло 24 ноября (6 декабря) 1873 года.

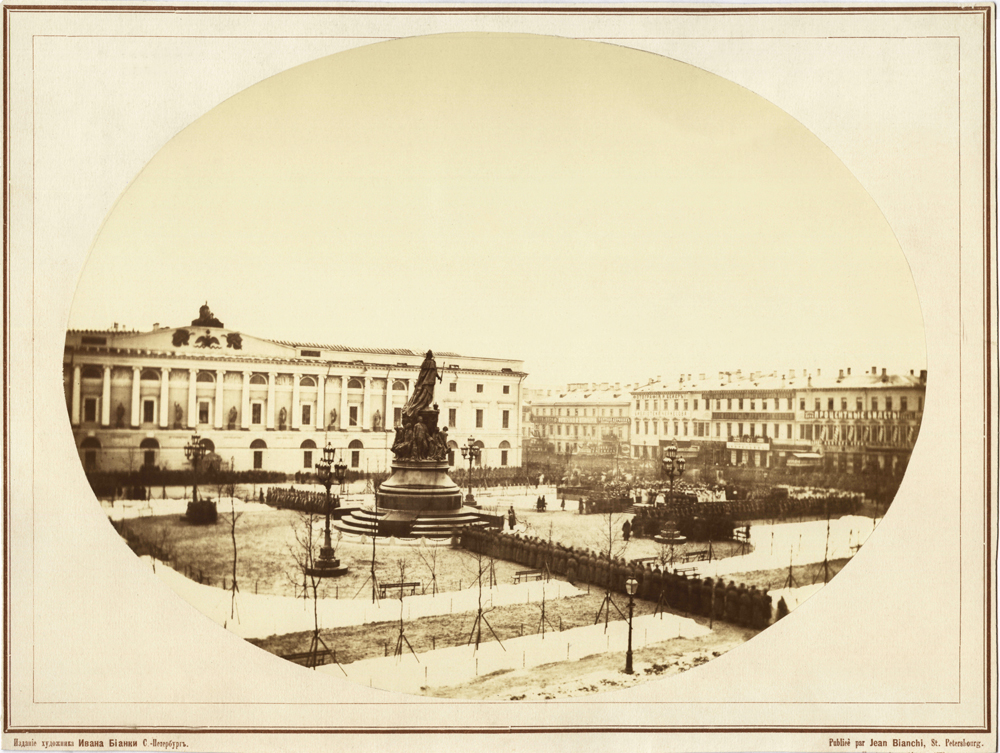
Торжества у памятника Екатерине Великой.
Фото Ивана Бианки

Одновременно с этим по проекту архитектора Д. И. Гримма был перепланирован сквер вокруг памятника. Было изменено направление сквера по длине, когда вытянутую часть его расположили вдоль здания Публичной библиотеки, а не вдоль Невского проспекта. В результате этого площадь сквера вокруг памятника увеличилась с 0,65 га до 0,95 га, вскоре ставшего именоваться — Екатерининский.
Распоряжением императора от 19 ноября (1 декабря) 1873 года переустроенный сад был передан в ведение правления Первого округа путей сообщения. В Екатерининском саду порядок поддерживался силами трёх рабочих и нескольких сторожей, трое из которых попеременно дежурили у памятника. В 1873 году на содержание сада было ассигновано 4 тысячи рублей, но уже с 1875 года эту сумму ограничили 1500 рублями. Из-за недостаточного финансирования к 1875 году свыше 90 дубов погибло, в плохом состоянии находилась решётка. Было решено обратиться к специалистам из Императорского российского общества садоводства. Обществу было поручено восстановить сквер за 6831 рубль с изменением его планировки и заменой растений и принять на себя ежегодный ремонт и присмотр за памятником и сквером за 1500 рублей в год. Работы начались в 1878 году. По проекту вице-президента Общества садоводства Э. Л. Регеля и его помощника по озеленению Э. И. Эндела была выполнена перепланировка сада. Вместо прямолинейных дорожек появились три круглые взаимосвязанные площадки, расположенные по длиной оси и двух пар боковых дуговых дорожек. Затем в течение двух лет проводились посадки и установка новой решётки с декоративными вензелями Екатерины II.
В 1876—1878 годы по проекту архитектора В. А. Шрётера был построен дом для Санкт-Петербургского городского кредитного общества. Зал общих собраний дома с осени 1880 года использовался для концертов, литературных чтений, благотворительных вечеров. Здесь проходили выступления квартета Русского музыкального общества с участием скрипача и дирижёра Л. С. Ауэра, первый концерт кружка любителей игры на балалайке под управлением В. В. Андреева. В день лицейской годовщины 19 (31) октября 1880 года в чтениях Литературного фонда участвовали Я. К. Грот, П. И. Вейнер, Д. В. Григорович, Ф. М. Достоевский. В 1895 году состоялось первое литературное выступление И. А. Бунина. В 1879 году рядом построили дом в русском стиле по проекту архитекторов Н. П. Басина и Н. Н. Никонова.
С 17 (29) апреля по 2 (14) мая 1879 года на площади проводились опыты электрического уличного освещения, организованные товариществом П. Н. Яблочкова. В ночное время с 22 до 24 часов публике показывали опыты «мгновенного тушения и зажигания» четырёх электрических фонарей из 12-ти. В день окончания опыта памятник Императрице осветили, кроме того, рефлекторами.
В 1896—1901 годы к Публичной библиотеке был пристроен ещё один корпус по проекту архитектора Е. С. Воротилова. В 1911 году по проекту архитектора А. А. Гречанникова построено здание для управления Московско-Виндаво-Рыбинской железной дороги.
В начале XX века проводилась реконструкция Екатерининского сада, в том числе была проведена ливневая канализация, отремонтирован памятник Екатерине, а вокруг памятника установлено ограждение, проведены обширные земляные и слесарные работы.
По административно-территориальному делению Санкт-Петербурга на начало XX века площадь находится на территории Спасской полицейской части.

### Советский период

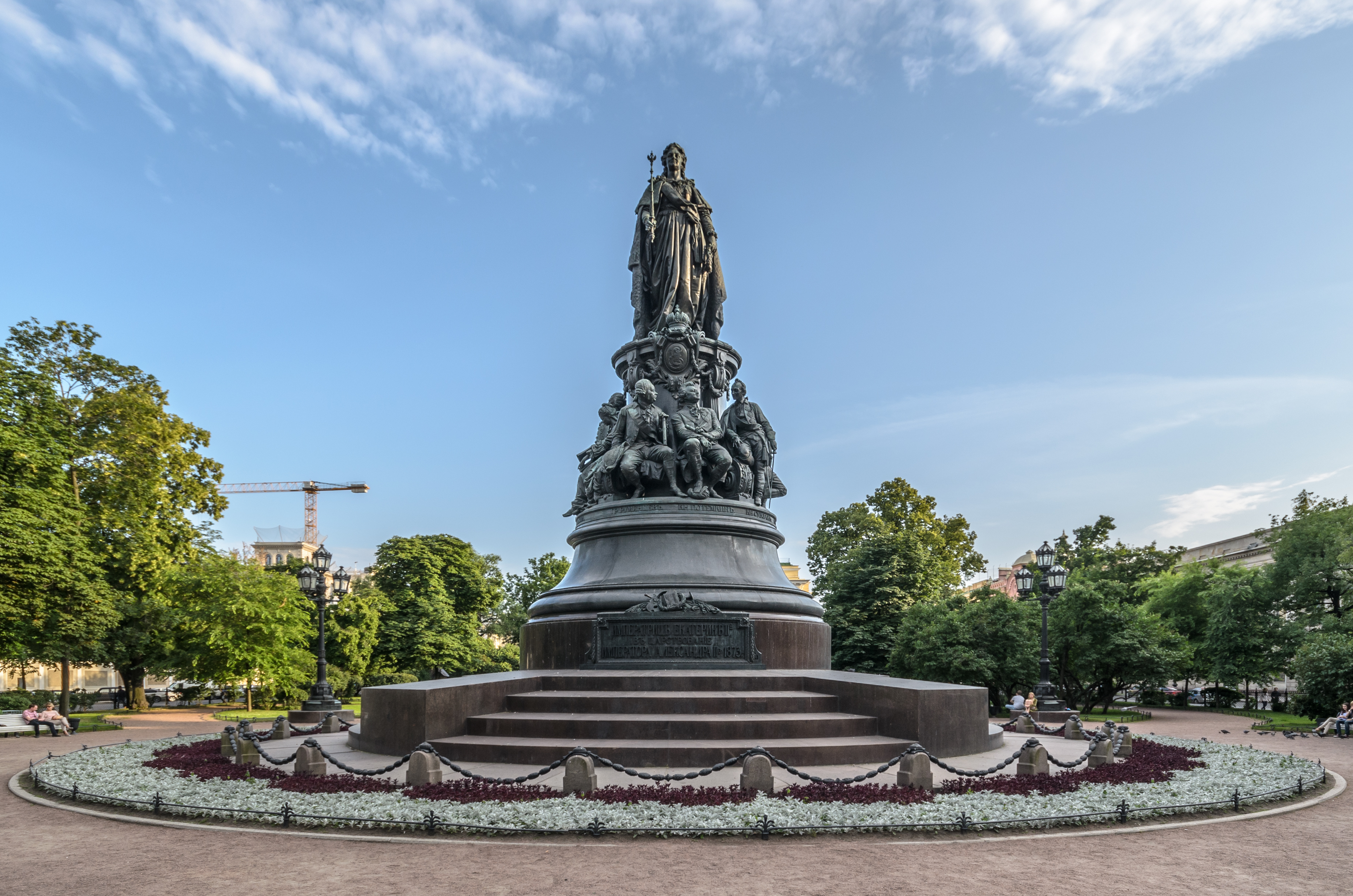
Памятник Екатерине II
на площади Островского

В 1918 году в здании Дирекции императорских театров, в части, обращённой к театру, разместился Театральный музей. Александринская площадь с 1923 года стала именоваться площадью Писателя Островского, а с середины 1920-х годов наименование упростили до площади Островского, сквер также утратил имя императрицы и стал именоваться — Сквером на площади Островского.
В 1929—1930 годах на площади Островского произведён ремонт тротуаров у сквера, прокладка бетонной канализации, перепланировка проезда вдоль Публичной библиотеки (расширен с 2 до 6,5 м), а также площади перед театром. Для освещения установили 16 колонн с фонарями, вокруг театра устроили тротуар шириной 8,7 м. В 1933—1935 годах в сквере проведены значительные посадки ивы, вяза, крушины и других деревьев и кустарников.
В начале 1930-х годов партийные органы Ленинграда собирались демонтировать памятник как «старорежимный», поставив на пьедестал вместо статуи Екатерины статую Ленина с протянутой рукой, а на места снятых 9-ти фигур посадить представителей ленинского политбюро. В конце 1960-х годов, из рук А. В. Суворова вандалами была вырвана шпага. Её воспроизводили заново дважды, но покушения на неё продолжаются до сих пор.
В 1932 году Публичной библиотеке присвоено имя писателя М. Е. Салтыкова-Щедрина, а в 1939 году, в день 125-летнего юбилея, она была награждена орденом Трудового Красного Знамени. В 1937 году академическому театру драмы было присвоено имя А. С. Пушкина, а в 1939 году он был награждён орденом Трудового Красного Знамени.
В годы Блокады саду был нанесён значительный ущерб. Сразу после снятия блокады сквер был расчищен и приведён в порядок. В 1956—1959 годах по проекту архитектора В. Д. Кирхоглани здесь проводилась перепланировка. Взаимосвязанные круглые площадки приобрели прямоугольную форму. Было высажено до 600 многолетников и до 5 тысяч луковичных цветов, а также свыше тысячи чайных сортовых роз. В тот момент в саду росло свыше 140 деревьев (вяз, липа, ива, клён, крушина, дуб, каштан) и около 1200 кустов (акация, кизильник, спирея, сирень). В 1962 году дополнительно была проведена внеплановая посадка роз.

### Современный период
Со времён перестройки у ограды Екатерининского сада (с наружной стороны) — в основном на участке вдоль Невского проспекта — петербургские художники выставляют и продают свои работы, там же рисуют портреты желающих (в том числе шаржи). У входа в сад туристов и гостей города фотографы приглашают сфотографироваться у подножия монумента вместе с костюмированными персонажами в облике императрицы Екатерины ΙΙ и одного из её фаворитов. Екатерининский сад, «Катькин садик» был местом встреч ЛГБТ-сообщества ещё с царских времён. А на скамейках сквера вокруг памятника собираются шахматисты-любители.
С декабря 1988 года Екатерининский сад состоит под государственной охраной. В 1989—2001 годах здесь была проведена реконструкция, с коренным переустройством и возвращением планировки, существовавшей в 1878 году. В 1990-е годы с бронзовой груди императрицы сняли многокилограммовую цепь и орден, а у вельмож, сидящих в ногах Екатерины, украли различные аксессуары. Так например, Суворов в очередной раз остался без шпаги. По горячим следам удалось найти вандалов, и во время последней реставрации в 2003 году предметы вернули на своё место.
В 1992 году Указом президента Российской Федерации Государственную публичную библиотеку имени М. Е. Салтыкова-Щедрина переименовали в Российскую национальную библиотеку с одновременным повышением её статуса до особо ценного объекта национального наследия, составляющего историческое и культурное достояние народов Российской Федерации. С этого момента на библиотеку возлагается обязанность хранения обязательного бесплатного федерального экземпляра всех изданий.
В 2005—2006 годах в Александринском театре проведена генеральная реконструкция, в результате которой воссоздан исторический облик интерьеров здания, театр стал одной из самых совершенных в инженерном плане современных сценических площадок. 30 августа 2006 года состоялось торжественное открытие театра после реконструкции.
С 2005 года ведётся строительство новой семиэтажной гостиницы на участке между садом Аничкова дворца и Зданием Управления Октябрьской железной дороги. Для этого снесён участок исторической стены между садом Аничкова дворца и площадью.
На площади Островского (на участке между Екатерининским садом, зданием Российской национальной библиотеки и зданием Александринского театра) проводится ежегодный Петербургский молочный фестиваль, устраиваемый петербургскими молочными заводами. На этих ярмарках устраивается тир, аттракционы и другие развлечения. Ежегодно с 14 декабря по 7 января на площади проходит Рождественская ярмарка. Она включает в себя традиционный рождественский базар с ёлочными игрушками и новогодними сувенирами, праздничные угощения, «игровое поле» с аттракционами и конкурсами, выступления фольклорных коллективов, а также ежегодные благотворительные акции, например, «Рождественская азбука» (ежедневно в импровизированной художественной мастерской, размещённой на главной ярмарочной сцене, известные люди страны пишут картины, которые впоследствии продаются на благотворительном аукционе).

## Схема площади
1 — Екатерининский сад.
2 — Памятник Екатерине ΙΙ.
3 — Сад Аничкова дворца.
4 — Александринский театр.
5 — Российская национальная библиотека.
6 — Дом Н. П. Басина.
7 — Здание Санкт-Петербургского городского кредитного общества.
8 — Здание Русского музыкального общества.
9 — Здание Министерства народного просвещения.
10 — Здание Дирекции императорских театров.
11 — Административное здание.
12 — Здание управления Московско-Виндаво-Рыбинской железной дороги.
13 — Административное здание.
14 — Здание новой гостиницы.
15—16 — Павильоны сада Аничкового дворца.

## Ансамбль площади
Доминанта площади — Александринский театр, главным фасадом он обращён к Невскому проспекту, южный замыкает перспективу улицы Зодчего Росси. Величественные колоннады всех фасадов, статуи муз в нишах, скульптурный фриз и квадрига Аполлона, возвышающаяся над аттиком, усиливают значение здания как храма искусства. Важное значение в ансамбле имеет торжественный фасад корпуса Публичной библиотеки — яркий пример синтеза искусств в архитектуре классицизма. Ансамбль включает в себя также улицу Зодчего Росси и площадь Ломоносова.

### Екатерининский сад

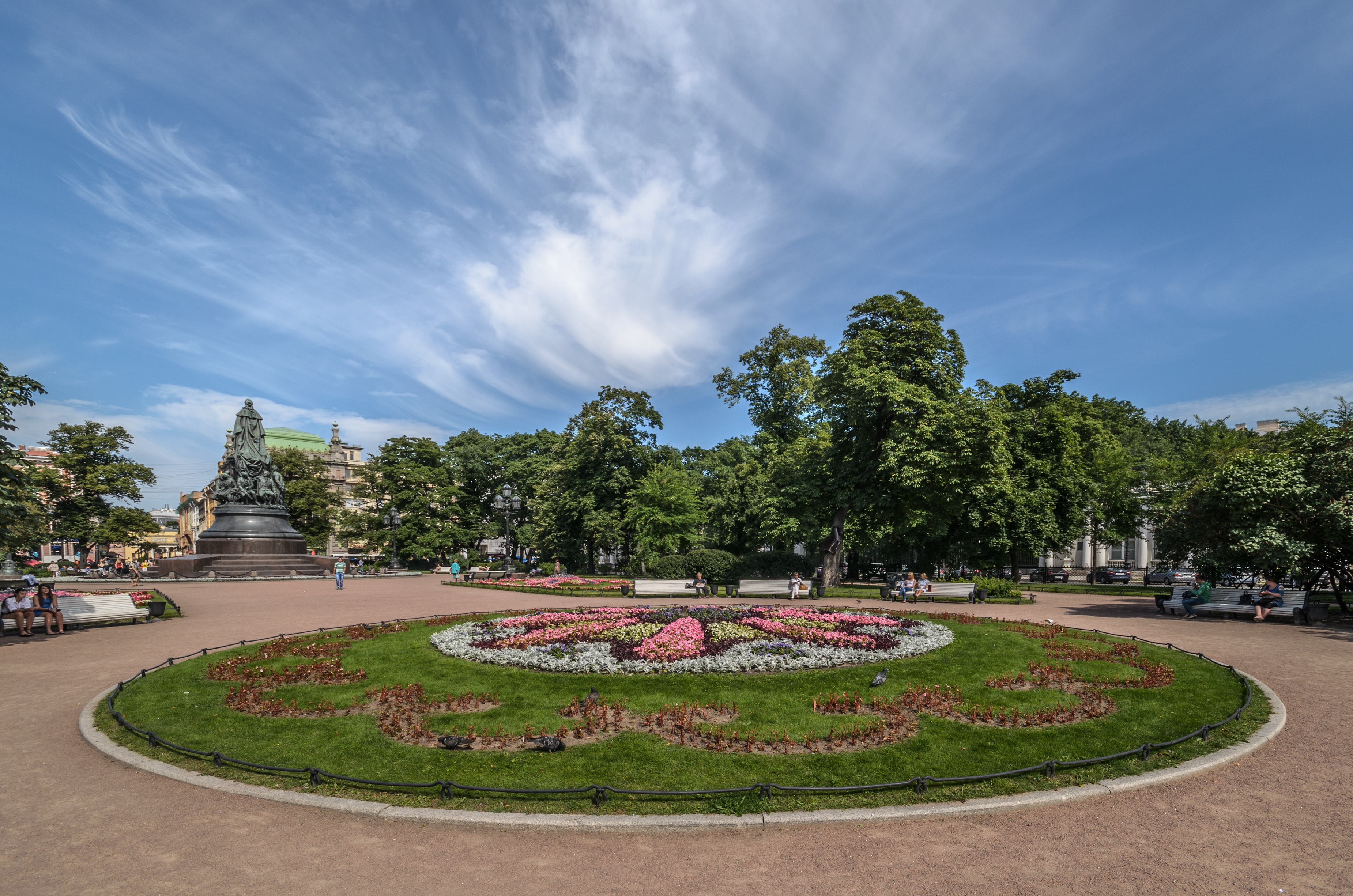
Вид со стороны Александринского театра

После реконструкции 1989—2001 годов сад приобрёл планировку 1878 года, предложенную вице-президентом Императорского российского общества садоводства Э. Л. Регелем. По информации садово-парковой конторы Центрального района Санкт-Петербурга в 2007 году общая площадь сада составляла 9745 м², в длину около 140 м и ширину около 70 м. Сад огорожен решёткой (424 м.п.), на створках ворот декоративные детали в виде вензелей с монограммой Екатерины Великой. Тротуар вокруг вымощен брусчаткой с бордюром из гранитных плит.
В саду три круглые взаимосвязанные площадки, расположенные по длиной оси, и две пары боковых дуговых дорожек. Под цветочные посадки занято: луковичные — 156 м², многолетники — 19 м², летники — 326 м². В саду растут деревья (25 вязов, 10 дубов, 3 ивы, 6 каштанов, 18 клёнов, 7 крушин, 20 лип) и кустарники (71 айва японская, 4 жасмина, 15 калин, 426 кизильников блестящих, 6 венгерских и 167 обычной сирени, 39 спирей, 7 шиповника) на общей площади 309 м².

#### Памятник Екатерине ΙΙ
В центре площади находится освящённый в 1873 году памятник императрицы Екатерины II, в сооружении которого приняли участие Михаил Микешин, Матвей Чижов, Александр Опекушин и Давид Гримм. Вокруг фигуры императрицы высотой 4,35 м расположены фигуры девяти видных деятелей екатерининской эпохи. Композиция памятника имеет сходство с созданным Михаилом Микешиным памятником Тысячелетие России в Великом Новгороде.

### Сад Аничкова дворца
Два небольших павильона, сооружённых К. И. Росси в 1817—1818 годах, расположены по красной линии площади Островского и совпадают по осям с ризалитами главного здания Публичной библиотеки. Скульптуры и барельефы выполнены по моделям С. С. Пименова. В сад обращены полукруглые выступы павильонов, декорированные колоннами ионического ордера. Внутренние залы павильонов поделены колоннами и имеют необычную полуэллиптическую форму. Павильоны соединяются строгой металлической решёткой с изображением золочёных орлов.

### Александринский театр

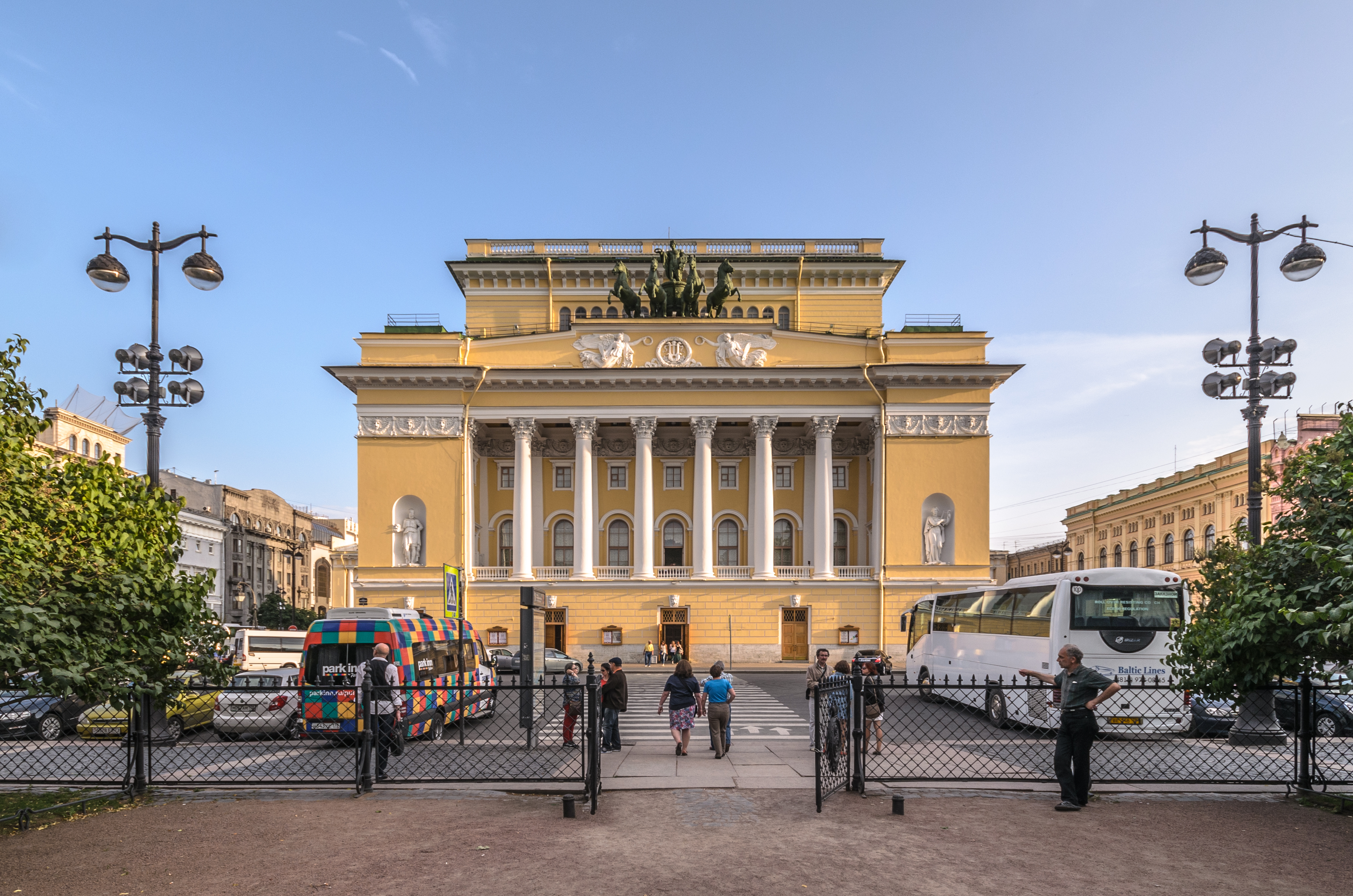
Вид на театр из Екатерининского сада

Здание Александринского театра (Академического театра драмы имени А. С. Пушкина) строилось с 1828 по 1832 годы по проекту архитектора Карла Росси. Театр получил название Александринского, по имени жены императора Николая Ι.
Главный фасад в виде шестиколонной галереи-лоджии, эффектно выделяющейся на жёлтом фоне гладких стен, обращён к Невскому проспекту. По сторонам лоджии, в нишах, статуи муз — покровительниц искусств. Над лоджией — крылатые гении Славы венчают лавровым венком лиру. Центральный аттик завершает колесница Аполлона — бога красоты и покровителя искусств. Она выбита из листовой меди по модели скульптора С. С. Пименова. Южный фасад замыкает перспективу улицы Зодчего Росси.
Сейчас в здании размещается Российский государственный академический театр драмы имени А. С. Пушкина — старейший национальный театр России (был учреждён 30 августа [10 сентября] 1756 года, в день Святого Александра Невского). В это здание театр переехал в 1832 году. В Александринском театре состоялись премьеры практически всех произведений русской драматургической классики от «Горя от ума» А. С. Грибоедова до пьес А. Н. Островского и А. П. Чехова. Сегодня театр возглавляет Народный артист России Валерий Фокин.

### Российская национальная библиотека (дом 1, 3)

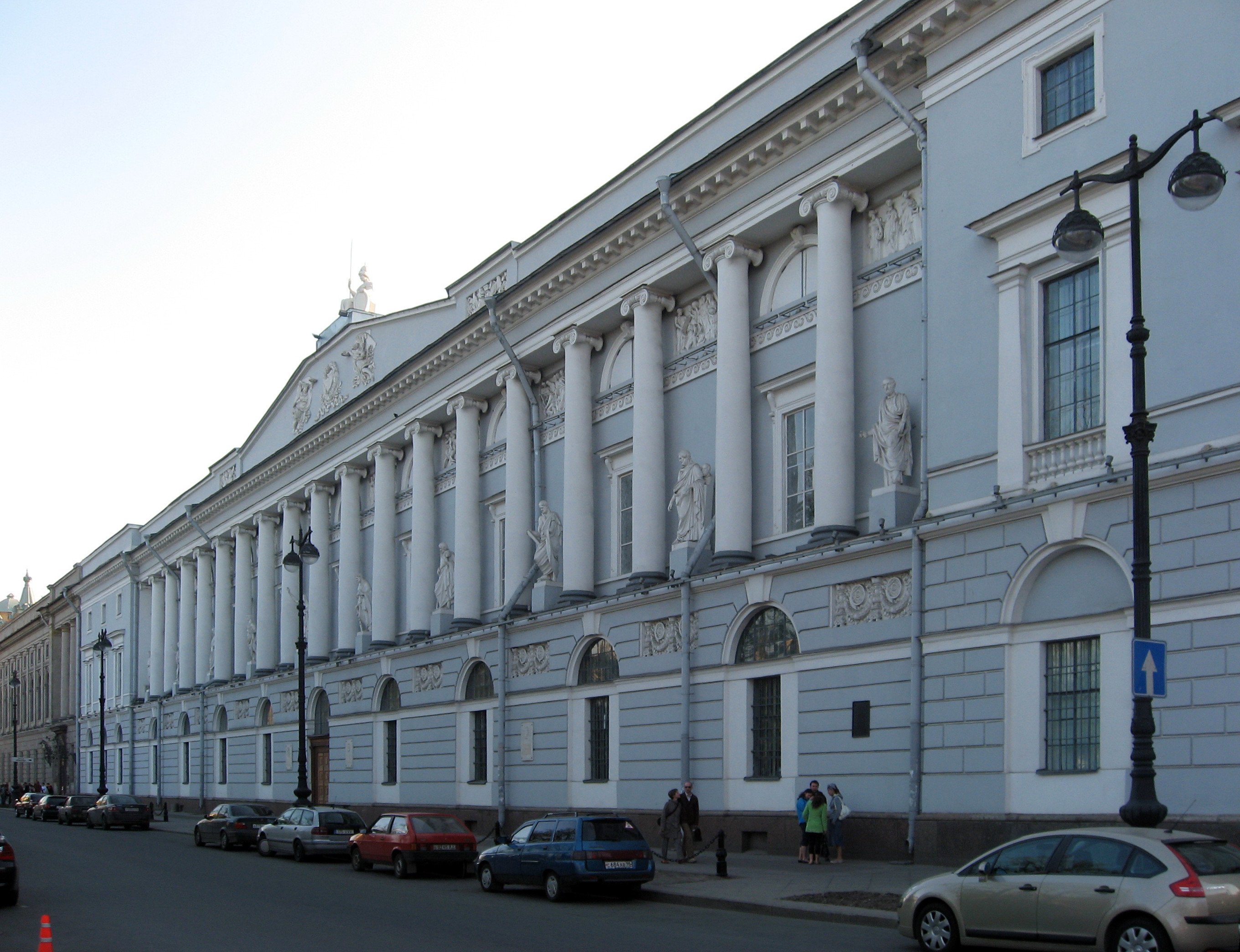
Российская национальная библиотека, фасад, выходящий
на площадь Островского

В 1796—1801 годах на углу Невского проспекта и Садовой улицы по проекту архитектора Е. Т. Соколова было сооружено первое здание Публичной библиотеки. В 1828—1832 годах архитектор Карл Росси искусно пристроил к этому зданию новый корпус библиотеки, создав гармонически целое сооружение. Его 18-колонный фасад (протяжённостью 90 м), обращённый к площади Островского, обильно декорирован скульптурой. В лоджиях между колоннами поставлены статуи учёных, философов, ораторов, поэтов древности: Гомер, Платон, Евклид, Еврипид, Гиппократ, Демосфен, Вергилий, Тацит, Цицерон и Геродот. Венчает фасад фигура богини мудрости Минервы. Скульптуры созданы по моделям С. С. Пименова, В. И. Демут-Малиновского, С. И. Гальберга, Н. А. Токарева и М. Г. Крылова. В 1896—1901 годах рядом с корпусом Росси по проекту архитектора Е. С. Воротилова было возведено третье библиотечное здание с читальным залом на 500 мест. Фасад его, обработанный «под гранит», заметно отличается от россиевских построек.
Сейчас с площади Островского находится вход в читальные залы Российской национальной библиотеки. Являясь одной из крупнейших библиотек мира, она обладает самым полным собранием изданий на русском языке. В фондах библиотеки представлены издания по основным отраслям науки и техники на многих языках мира, сохраняются более 34 миллионов книг и документов.

### Дом Н. П. Басина (дом 5)

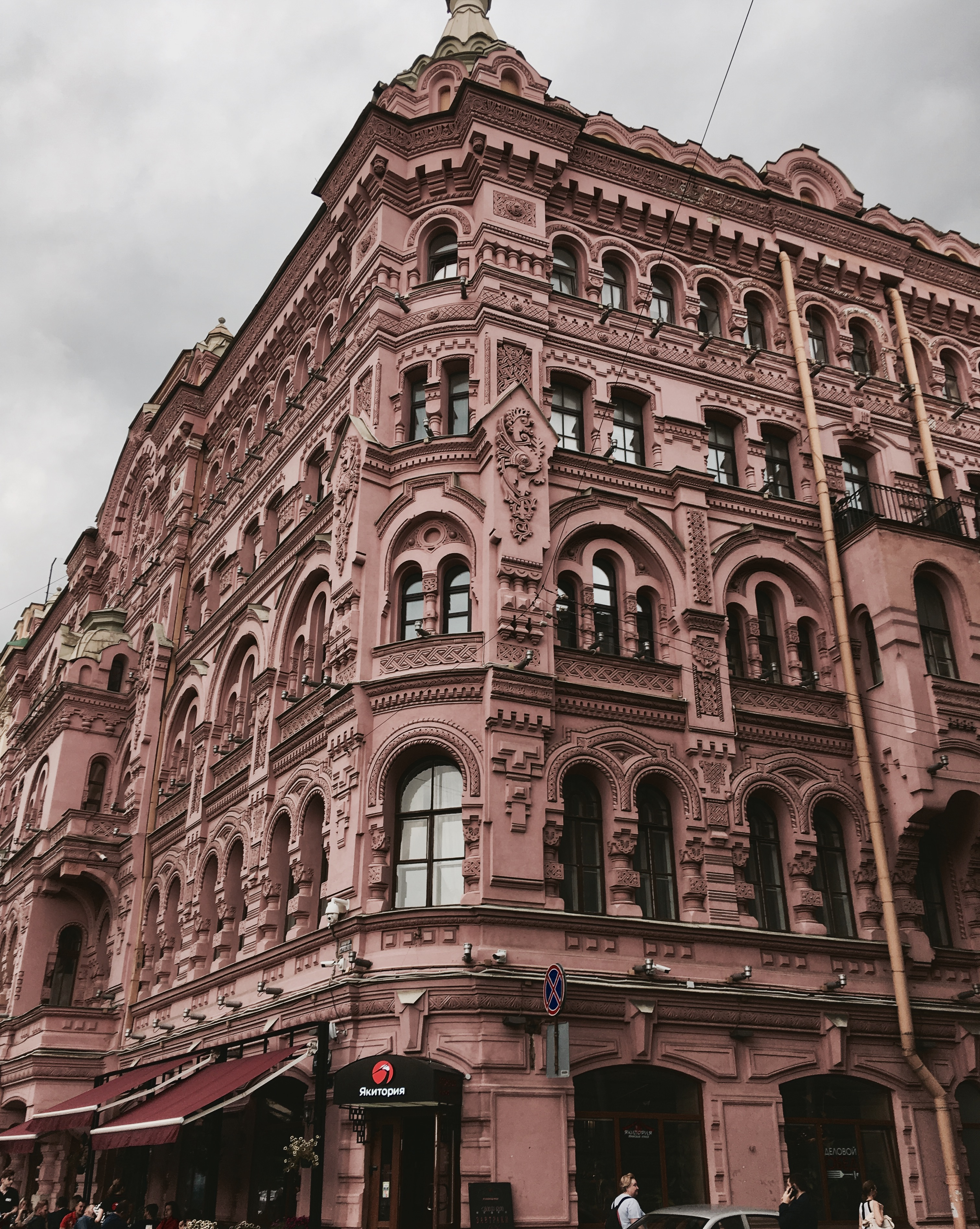
Фасад дома, выходящий
на переулок Крылова

Доходный дом архитектора Н. П. Басина, построенный в русском стиле в 1878—1879 годах по его собственному проекту при участии Н. Н. Никонова. Пятиэтажное здание с двумя фасадами, эркерами (особенно угловой), увенчанными башенками, придающими ему объёмность. Фасад выполнен со множеством деталей с разнообразными по рисунку окнами с резными «полотенцами», венчающими карниз кокошниками, сандриками, столбиками-кубышками. Все фасады щедро украшены лепниной, воспроизводящей декоративные мотивы русской деревянной резьбы и вышивки. Он является хрестоматийным примером игнорирования ансамбля Александринского театра, созданного в эпоху классицизма, так как живописный силуэт, насыщенность декора выделяют дом из окружающей застройки.
В отремонтированном доме сейчас живут представители творческой элиты Санкт-Петербурга: актёры и режиссёры. Современники называли дом «кондитерским пирогом».

### Здание Санкт-Петербургского городского кредитного общества (дом 7)
Трёхэтажное здание Санкт-Петербургского городского кредитного общества построено в 1876—1879 годах в стиле неоренессанс по проекту архитектора В. А. Шрётера для СПб. городского кредитного общества — первого негосударственного учреждения долгосрочного ипотечного кредитования в Российской империи. Первоначальный проект позже был доработан Э. Ф. Крюгером и осуществлён Э. Г. Юргенсом. Облик здания, специально построенного для финансового учреждения, подчёркивает солидность, надёжность и финансовую мощь владельца. Использовано планировочное решение, где все отделения банка имели непосредственную связь между собой и были удобны для клиентов благодаря кассовым стойкам, расположенным по периметру.
После революции в здании размещался Петроградский губернский отдел коммунального хозяйства, с 1950-х годов — Управление Ленметростроя. С 1993 года здание арендует банк «Санкт-Петербург».

### Здание Русского музыкального общества (дом 9)
Четырёхэтажное здание, построенное в 1874 году для Императорского русского музыкального общества по проекту архитектора Е. И. Винтергальтера. В 1876—1900 годы здесь размещалось Славянское благотворительное общество. Здесь также находилась редакция журнала «Вестник моды», издававшегося в 1894—1916 годах.
Сейчас это жилой дом. На первом этаже располагается канцелярия Жилищного комитета Правительства Санкт-Петербурга.
16 марта 2007 года перед зданием был открыт памятник Дворнику XIX века. Памятник из белого мрамора принадлежит скульптору Яну Нейману. В дальнейшем его планируется перенести в другое место.

Нечётная сторона площади
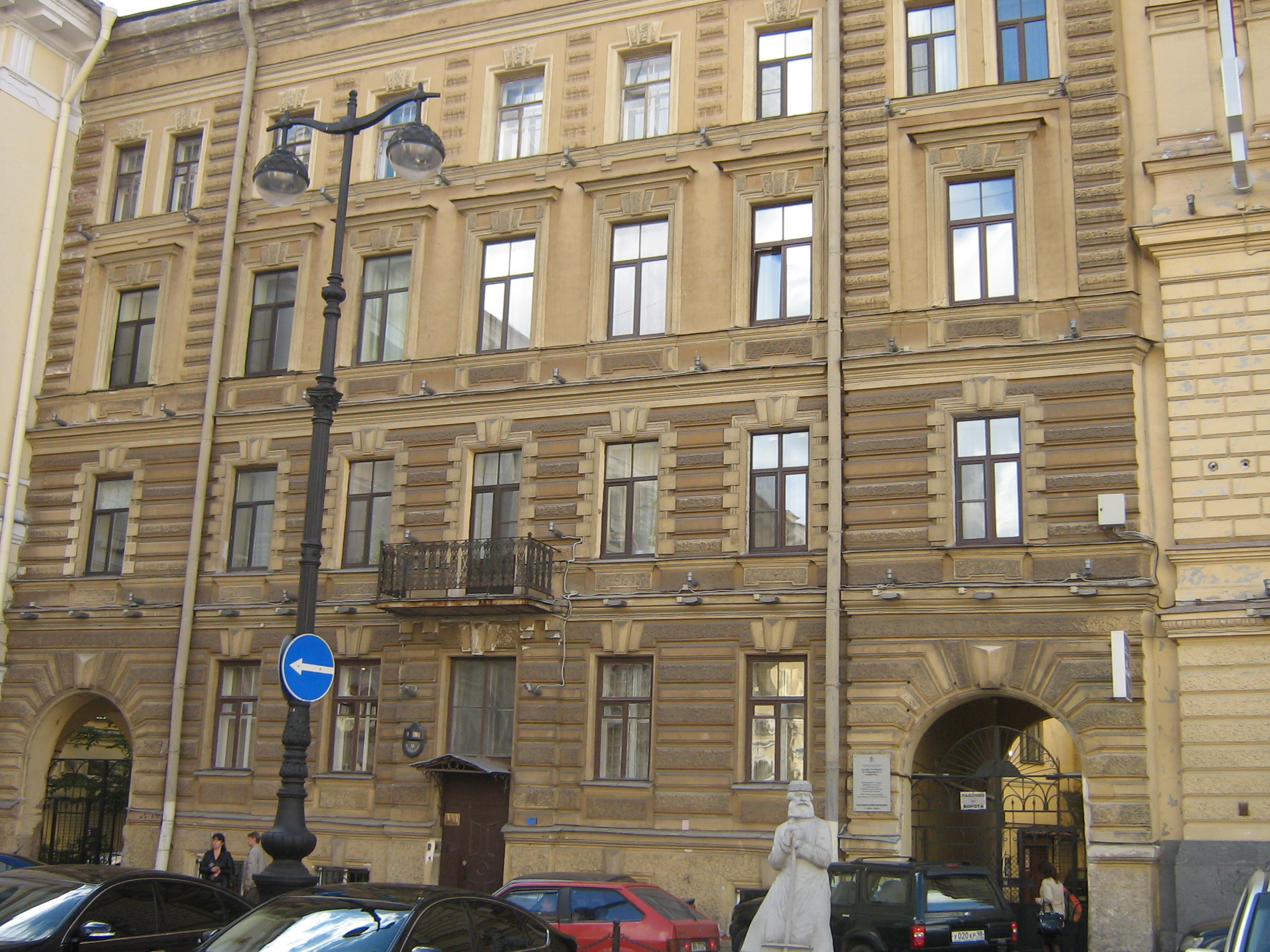
Здание Русского музыкального общества (дом 9)
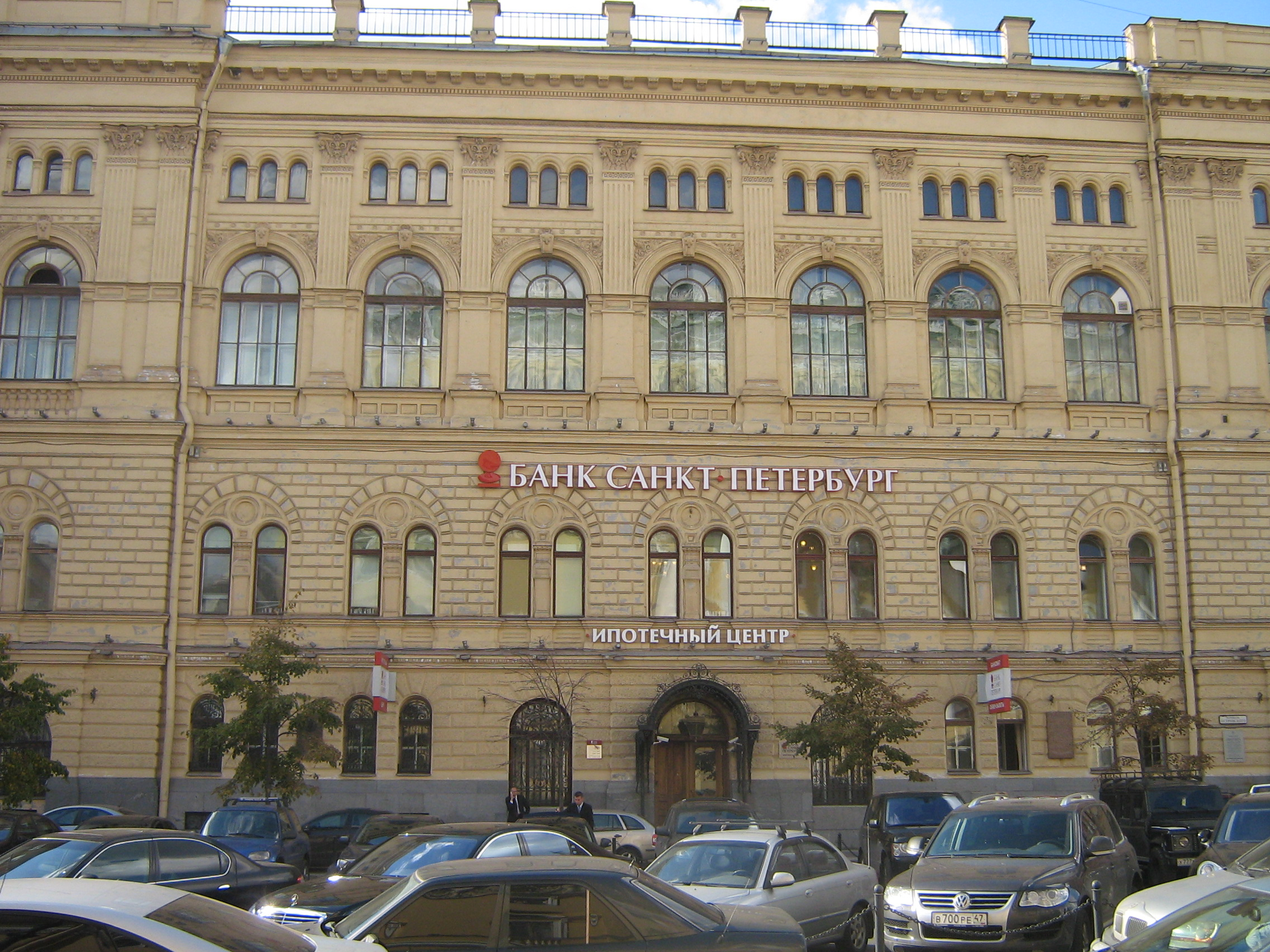
Здание Городского кредитного общества (дом 7)
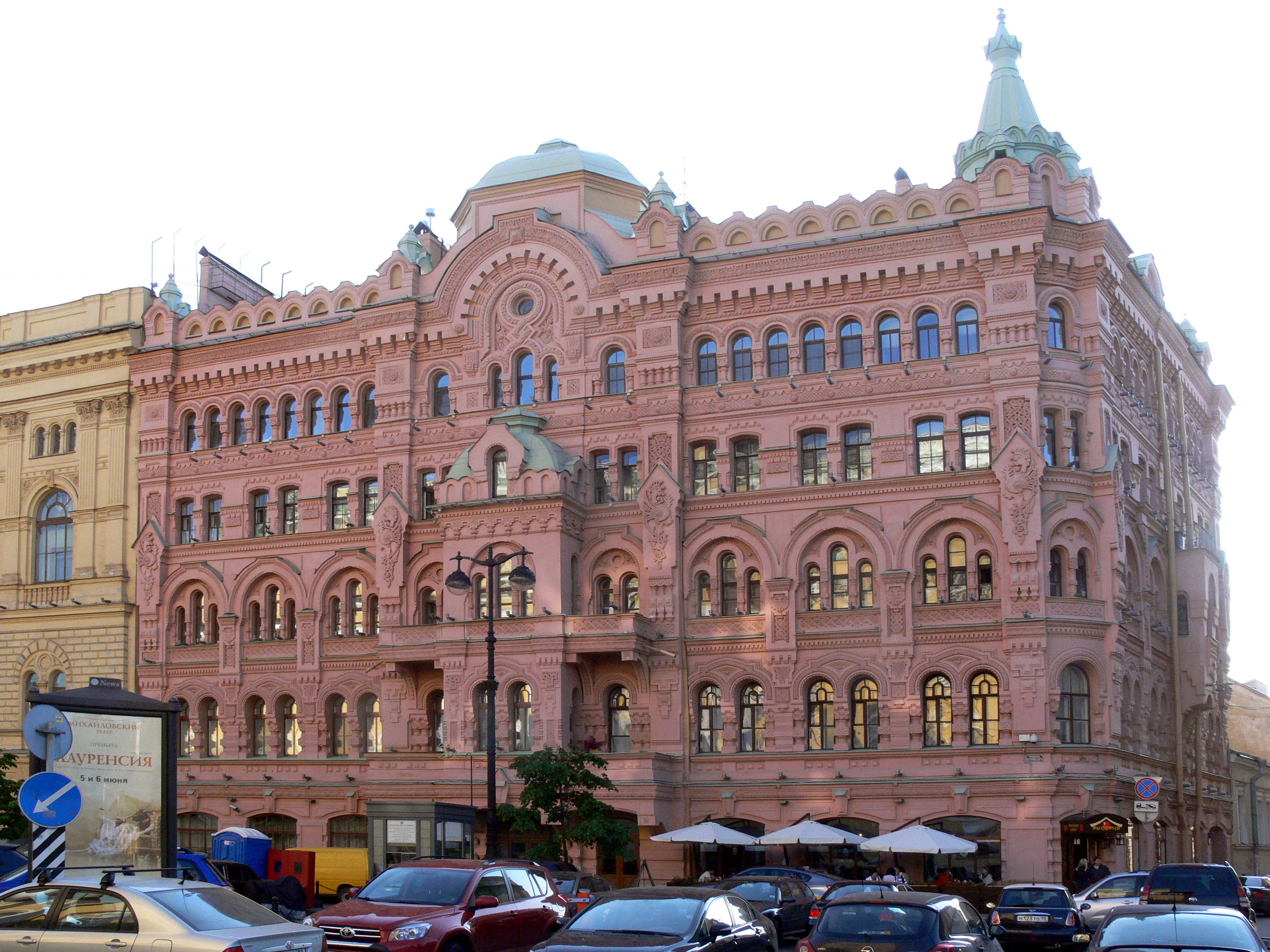
Дом Н. П. Басина (дом 5)

### Здание новой гостиницы
С 2005 года по проекту архитектора Е. Л. Герасимова ведётся строительство новой пятизвёздной гостиницы на 71 номер — 7-этажного сооружения высотой 28 м в стиле «итальянского палаццо» из светлого известняка. Этажи с первого по третий будут заняты помещениями общественного назначения и развлекательного комплекса, с четвёртого до седьмого — гостиничные номера, в подвальном этаже разместится автостоянка на 20 мест. Седьмой, верхний этаж здания сделали аттиковым со сплошным остеклением между фронтонами — здесь находятся апартаменты. При постройке здания использовались натуральный гранит и известняк, стеклопакеты в деревянно-алюминиевых переплётах.
В 2012 году здание гостиницы было выкуплено компанией «Газпром Экспорт». В настоящее время здесь проходит реконструкция под офисное здание класса А.

### Здание (дом 2А)
Четырёхэтажный дом построен в 1980-е годы.

### Здание управления Московско-Виндаво-Рыбинской железной дороги (дом 2)
Построен в 1911—1912 годах в стиле неоклассицизм по проекту А. А. Гречанникова для управления Московско-Виндаво-Рыбинской железной дороги. Здание облицовано темно-серым гранитом в стиле модернизованной неоклассики, повторяет в декоре фасадов мотивы декора ампира: львиные маски, венки, гирлянды, рога изобилия; фигуры Слав венчают вензель железной дороги. Ныне в здании располагается Управление Октябрьской железной дороги.

Чётная сторона площади
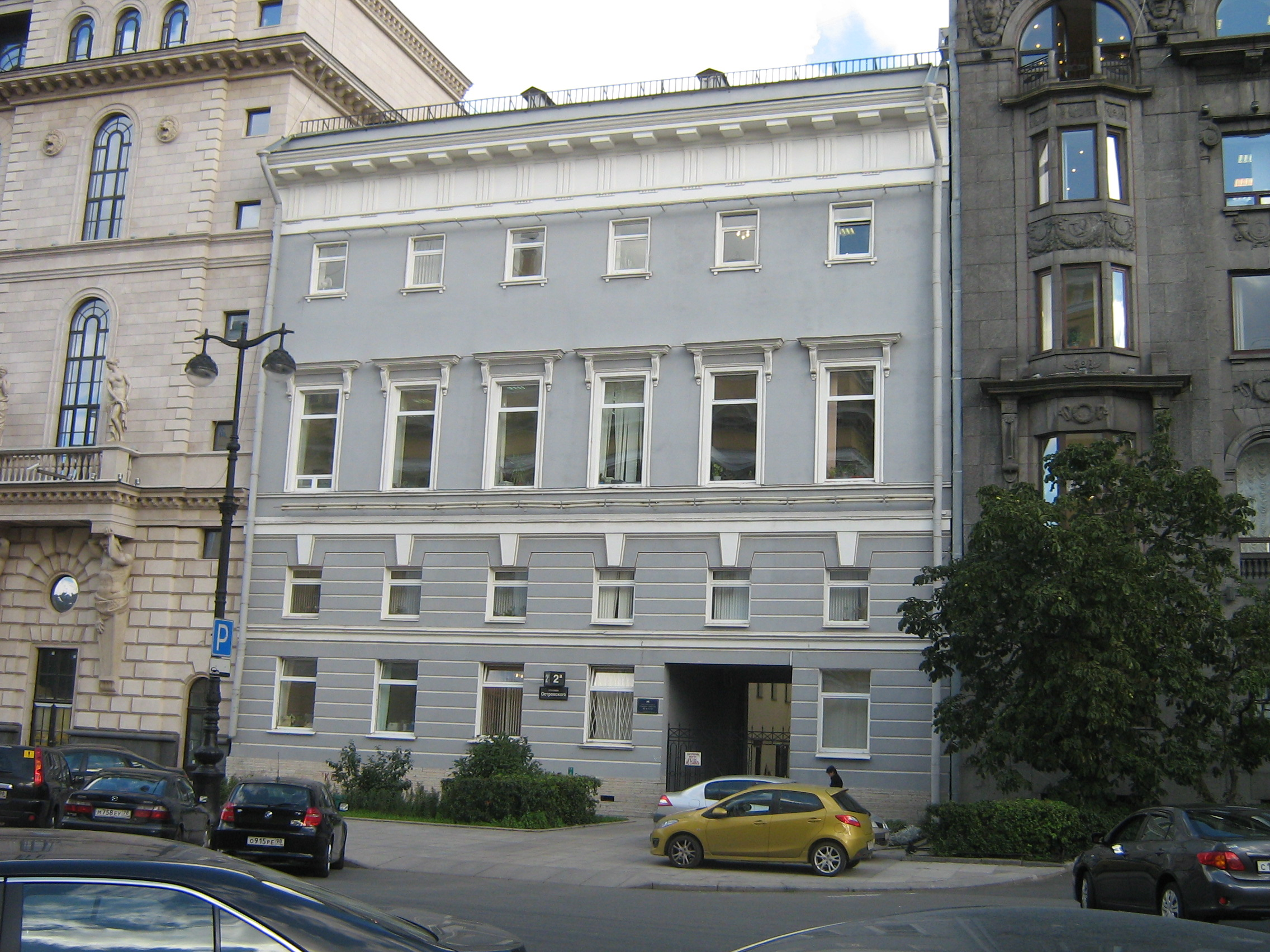
Здание (дом 2А)
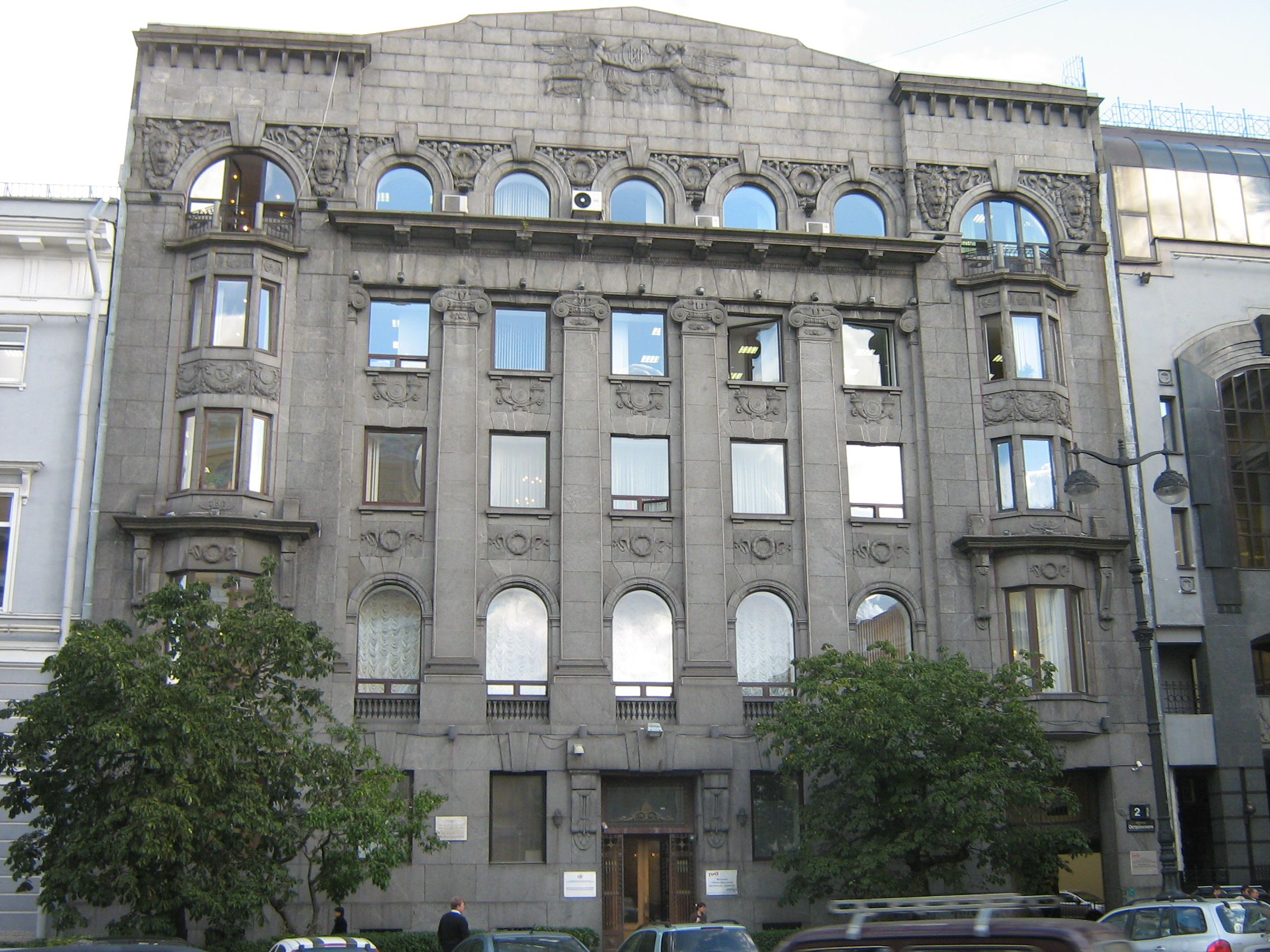
Здание управления Московско-Виндаво-Рыбинской железной дороги (дом 2)
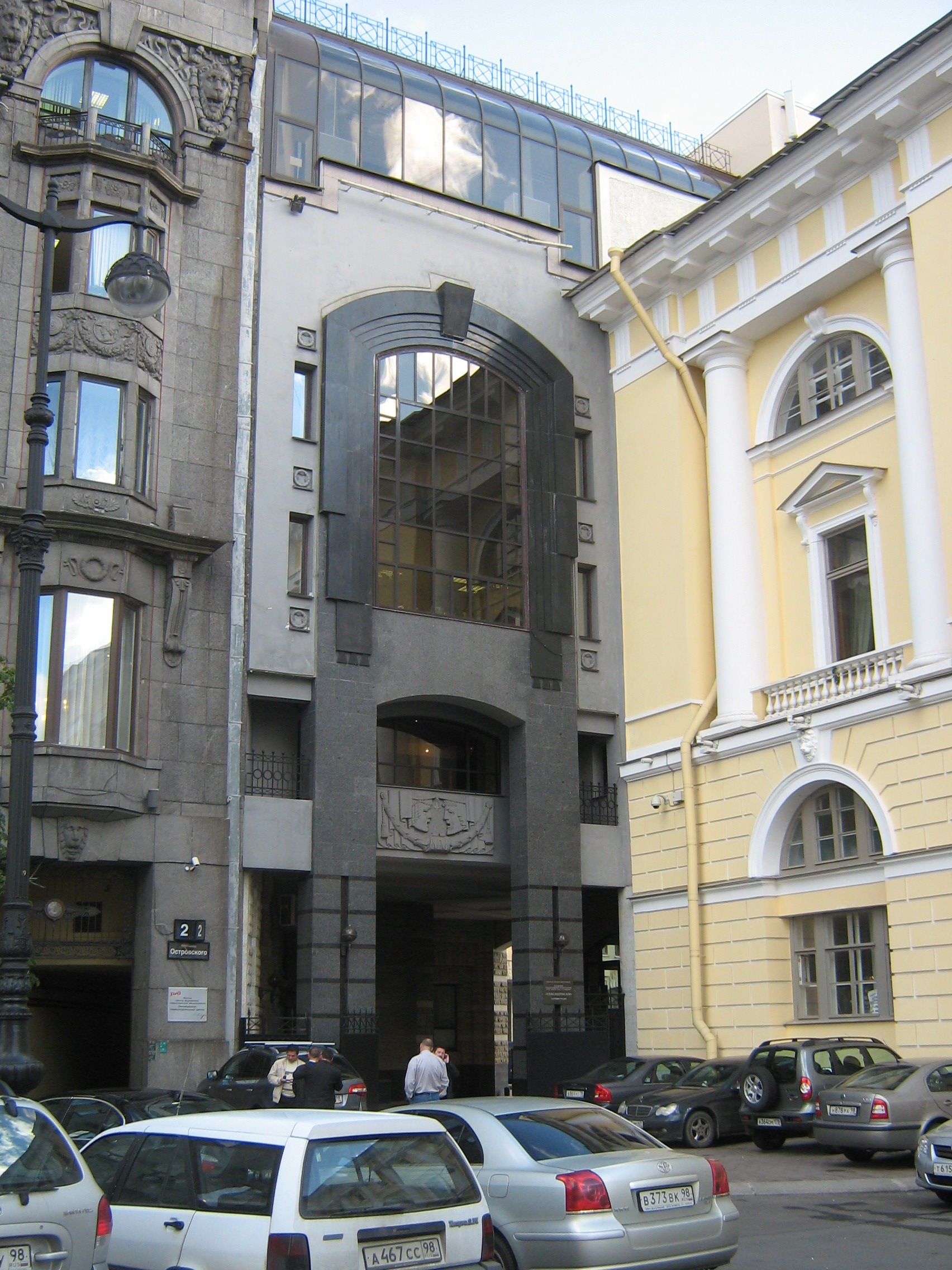
Угловое здание (дом 4)

### Здание Министерства народного просвещения (дом 11) и здание Дирекции императорских театров (дом 6)

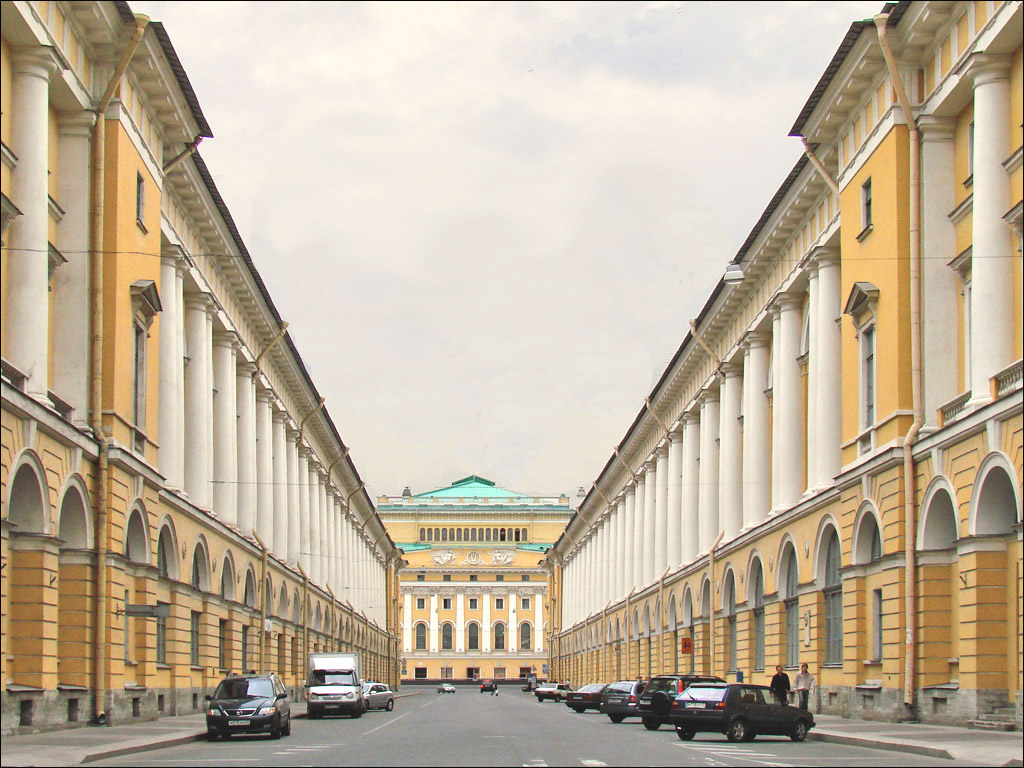
Улица Зодчего Росси со стороны площади Ломоносова

За Александринским театром — одна из красивейших улиц, носящая имя её создателя — улица Зодчего Росси. Она образована двумя однотипными административными зданиями, построенными в 1828—1834 годах по проекту архитектора Карла Росси. Фасады зданий отличаются простотой, строгостью и лаконизмом архитектурных форм. В здании на нечётной стороне размещалось Министерство народного просвещения (сейчас здесь Жилищный комитет и Комитет по инвестициям и стратегическим проектам Правительства Санкт-Петербурга).
В здании по чётной стороне размещалась Дирекция императорских театров. Сейчас здесь располагается Санкт-Петербургский государственный музей театрального и музыкального искусства и Академия русского балета им. А. Я. Вагановой. Музей образовался в 1908 году (с 1918 года в этом здании). Музей специализируется на собирании и экспонировании материалов, относящихся к истории отечественного драматического и музыкального театров. В музее проходят экскурсии и лекции по истории театра, вечера воспоминаний, камерные концерты, встречи с выдающимися актёрами, музыкантами, художниками, показ моноспектаклей. В этом же здании находится Санкт-Петербургская государственная Театральная библиотека. Появилась в 1756 году как репертуарная библиотека. Фонды музея насчитывают более 700 тысяч единиц хранения: редкие и ценные издания, личные архивы театральных деятелей, коллекция театральных программ и афиш, рукописи, эскизы декораций и костюмов к спектаклям, собрание редчайшей театральной периодики и уникальных фотографий.

## Площадь в литературе и фольклоре
С площадью Островского связано эссе «Площадь Островского. Фотороманс с Фолькером Шлёндорфом» современного писателя А. С. Ильянена.
В XIX веке появилось стихотворение-загадка с игрой слов:
Где стоит такая дама,

 Позади которой драма,

 Слева — просвещение,

 Справа — развлечение,

 А спереди не всякому доступно?
(сзади театр драмы, слева Публичная библиотека, справа Сад отдыха, спереди Елисеевский магазин…).
В стихотворении «Вдали от тебя, Петербург!» Николая Агнивцева площади Островского посвящены следующие строки:
А трон российской Клеопатры

 В своём саду?.. И супротив

 Александринского театра

 Непоколебленный массив?

## Транспорт
Общественный транспорт через площадь не проходит.
Ближайшие станции метро: Станция «Гостиный двор» на линии  имеет выход на угол Невского проспекта и Садовой улицы. Эта станция является пересадочной на станцию «Невский проспект» линии  и пассажиры этой линии также могут воспользоваться этим выходом. Расстояние от выхода из метро до центра площади составляет около 160 м.
На Невском проспекте рядом с площадью есть остановки наземного общественного транспорта «Дворец творчества юных» (с нечётной стороны проспекта) и «Станция метро Гостиный двор» (с чётной стороны). На них останавливаются автобусы № 3, 7, 22, 24, 27, 181, 191; троллейбусы № 1, 5, 7, 10, 11, 22.